# Irene Würdinger
Irene Tjadina Würdinger (* 17. Februar 1936 in Breslau; † 12. April 2018) war eine deutsche Biologin und Hochschullehrerin. Sie forschte und lehrte an der Universität Hildesheim in ihrem Spezialgebiet, der Ornithologie. Die Wissenschaftlerin war die erste Frauenbeauftragte der Hochschule Hildesheim.

## Leben und Werk
Würdinger studierte Biologie, Chemie und Geographie an der Universität München und an der Eberhard Karls Universität Tübingen. Sie promovierte bei Konrad Lorenz mit der Dissertation: Über die Lautentwicklung und Funktion der Laute bei Gänsen. 1981 habilitierte sie in Marburg, 1982 wurde sie an der Universität Hildesheim umhabilitiert.  1974 war sie als Akademische Rätin an der Universität Hildesheim tätig, 1979 wurde sie Akademische Oberrätin und seit 1986 arbeitete sie als außerplanmäßige Professorin und als Hochschuldozentin in den Naturwissenschaften. Sie befasste sich in ihrer Forschung unter anderem mit dem Geruchssinn bei Vögeln. Gemeinsam mit Mitarbeitern des Roemer- und Pelizaeus-Museum Hildesheim entwickelte sie die Ausstellung „Kein Ei gleicht dem anderen“ über die Bedeutung des Eies in der Entwicklung des Lebens. 2009 publizierte sie den Bestandskatalog der Steinkorallensammlung des Museums, der damit erstmals einer breiteren Öffentlichkeit zugänglich gemacht wurde.

## Schriften
- Die Steinkorallensammlung, Roemer- und Pelizaeus-Museum Hildesheim, Hildesheim, 2009
- Die Streifengans, Hildesheim, 2000, ISBN 978-3-88120-318-0
- Erzeugung, Ontogenie und Funktion der Lautäußerungen bei vier Gänsearten, München, 1970